# Notarcha polytimeta
Notarcha polytimeta is een vlinder uit de familie van de grasmotten (Crambidae). De wetenschappelijke naam van de soort is voor het eerst gepubliceerd in 1915 door Alfred Jefferis Turner.
De spanwijdte bedraagt ongeveer 25 millimeter.

## Verspreiding
De soort komt voor in Australië (Northern Territory, Queensland).

## Waardplanten
De rups van deze soort leeft op Brachychiton bidwillii (Sterculiaceae).